# Codex Astensis
El Codex Astensis o Codex Astensis de Malabayla és un manuscrit il·luminat que recull 991 documents que parlen de la regió d'Asti, al nord d'Itàlia. Relata esdeveniments succeïts entre els anys 1065 i 1353. Va ser recopilat el 1379.

## La descoberta
Quintino Sella, ambaixador d'Itàlia a Àustria, va trobar el febrer de 1876 a l'arxiu de la cort de l'emperador Francesc Josep I, el Codex Astensis anomenat Malabayla. D'acord amb l'arxiver d'Arneth, va intentar, almenys, tenir una còpia de l'índex dels documents. Uns dies més tard, el canceller Andrassy, després de sentir l'opinió de l'emperador, va oferir el preciós manuscrit a l'ambaixador d'Itàlia com a regal, declarant que: 
| « | ...el lloc del Codi era Asti, del qual el manuscrit havia guardat records gloriosos. | » |

En tornar a Itàlia, Sella, entusiasta, va explicar la importància del codi a l'Accademia Nazionale dei Lincei, de la qual era president, i en va proposar la publicació, que va tenir lloc a Roma l'any 1880 i novament el 1887.
A la mort de Quintino Sella, els hereus van donar el manuscrit a la ciutat el 1884. En memòria d'això, hi ha un document de lliurament a la primera pàgina amb una miniatura d'estil neogòtica. La primera còpia del Codex, d'enorme valor, continua pertanyent als descendents del cavaller Sella .

## Contingut
Probablement és una còpia posterior de l'antic Codex Alferii, del qual es conserven una vintena de pàgines a la Biblioteca Nacional de Torí. Segons Renato Bordone, el còdex hauria estat escrit a l'època de Joan Galeàs Visconti, encara que en el seu document final es troba la data de 1353, la seva presència als territoris del castell de Rocca d'Arazzo el 1379 propietat del senyoriu Visconti, exposa la realització del codex sota aquest període. El manuscrit està compost per quaranta fascicles que contenen 380 folis de pergamí, escrits en estil gòtic, probablement per dos cal·lígrafs diferents. La majoria de les il·lustracions s'han atribuït recentment a Giovannino de Grassi. Consta de 106 miniatures, i 991 documents tracten en la primera part de la crònica d'Ogerio Alfieri, que conta la història de la ciutat d'Asti, des de l'any de la seva fundació de 1294.
La segona part conté els títols, privilegis i una llista de les terres pertanyents a Asti. Els folis 19 i 20, contenen un mapa topogràfic amb la representació dels dominis d'Asti, en l'època medieval.